# Tanabe Makoto

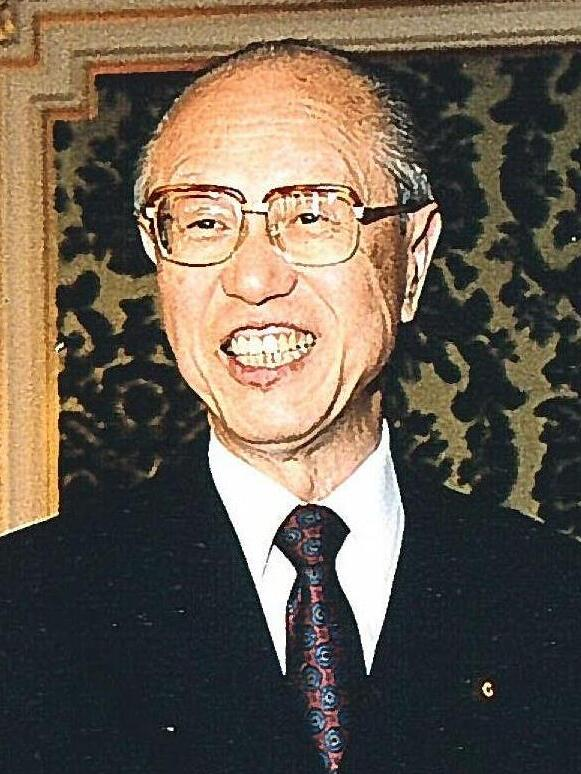

Tanabe Makoto (japanisch 田邊 誠; geboren 25. Februar 1922 in der Präfektur Gumma; gestorben 2. Juli 2015 in Maebashi) war ein japanischer Politiker.

## Leben und Wirken
Tanabe Makoto schloss 1941 eine Ausbildung im Fernmeldeamt ab und arbeitete bei der Post von Maebashi. 1946 beteiligte er sich an der Gründung der „Zenshin-Gewerkschaft“ (全逓信労働組合, Zenshin rōdō kumiai) und war neun Amtszeiten Vorsitzender des Bezirkshauptquartiers (群馬地区本部委員長, Gumma chikubu iinchō) von Gumma und dann Vorsitzender des regionalen Gewerkschaftsrats von Gumma (群馬地方労働組合評議会議長, Gumma chihō rōdō kumiai hyōgikaigichō). Er kandidierte 1955 für die Wahl zur Gumma Prefectural Assembly (群馬県議会議員) als Mitglied der Sozialistischen Partei Japans und wurde gewählt. 1960 wurde er zum ersten Mal bei den Parlamentswahlen des Repräsentantenhauses gewählt. Anschließend konnte er elfmal seinen Sitz verteidigen. Innerhalb der Sozialistischen Partei stand er zeitweise der linken Sasaki-Faktion nahe, gehört aber seit seinem Wechsel zur Eda-Faktion der rechten Fraktion an und war der Leiter der „Mittwochsgesellschaft“ (水曜会, Suiyō-kai) und der Studiengruppe „Aufbau der politischen Macht“ (政権構想研究会, Seiken kōsō kenkyū-kai).
Nach seiner Tätigkeit als Vorsitzender der parlamentarischen Maßnahmen der Partei und stellvertretender Sekretär der Partei wurde er 1983 Generalsekretär der Partei unter dem Vorsitzenden von Ishibashi Masashi (1924–2019). Er arbeitete an der Ausarbeitung einer Erklärung, die darauf abzielte, die Partei der Gegenwart anzupassen, übernahm dann die Verantwortung für die Niederlage der Parlamentswahlen 1986 und trat zurück. Nach seiner Tätigkeit als stellvertretender Parteivorsitzender wurde er 1991 Parteivorsitzender. Er stellte ein Schattenkabinett auf, förderte Parteireformen mit dem Ziel, an die Regierung zu kommen, trat jedoch 1993 zurück. 1996 schied er aus dem Repräsentantenhaus aus, trat 1997 der damaligen Demokratischen Partei bei und war als Berater tätig.